# Das Café am Rande der Welt
Das Café am Rande der Welt – Eine Erzählung über den Sinn des Lebens (englischer Original-Titel: The Why Cafe; zuvor The Why Are You Here Café) ist ein 2003 veröffentlichter Bestseller von John Strelecky.

## Inhalt
In der fiktiven Geschichte erreicht der durch seinen Alltag gestresste Werbemanager John zufälligerweise das „Café der Fragen“. Dieses liegt weit abseits („am Rande der Welt“).

Auf der Speisekarte des Cafés entdeckt John die Fragen:
- Warum bist du hier?
- Hast du Angst vor dem Tod?
- Führst du ein erfülltes Leben?

Diese Fragen werden dann mit Hilfe eines längeren Dialoges zwischen John und den weiteren Protagonisten (der Serviererin Casey, dem Koch Mike und Anne, einem Stammgast des Cafés) diskutiert. Eine Kerntheorie des Buches dreht sich um den Zweck der Existenz („ZDE“). Dieser Zweck sei gefunden, wenn ein Mensch wisse, warum er am Leben sei und die Dinge tue, die er tue.

## Verbreitung und Rezeption
Das Buch wurde in über 40 Sprachen übersetzt und gilt als weltweiter Bestseller.
Ende September 2021 wurde bekannt, dass der Schauspieler Til Schweiger an einer Verfilmung des Romans arbeitet.

## Kritik / Rezensionen
In seiner Rezension setzt sich der Kritiker Stephan Schleim mit verschiedenen Thesen des Buches auseinander wie beispielsweise der Aussage „Wir alle bestimmen unser Schicksal selbst“ und widerlegt sie anhand verschiedener Beispiele. So zieht er u. a. die Schlussfolgerung, dass der Autor einseitig das Individuum für sein Schicksal verantwortlich macht und gesellschaftliche Rahmenbedingungen ausklammert: „Was hier passiert, ist eine Individualisierung von Schicksalen, wie sie für das neoliberale Denken charakteristisch ist.“
2019 veröffentlichte Leo Fischer, ehemaliger Chefredakteur des Satiremagazins TITANIC, mit Der Kaffee am Arsch der Welt (Riva Verlag) eine Parodie auf das Buch.

## Ausgaben
- John Strelecky: The Why Are You Here Café im Selbstverlag 2003
  - John Strelecky: Erste Buchveröffentlichung innerhalb eines Verlagsprogramms: The Why Café, Da Capo Press, Boston 2006
  - deutsch: Das Café am Rande der Welt, dtv, München 2007, ISBN 978-3-423-25357-4

## Fortsetzungen
2015, 2019 und 2022 erschienen Fortsetzungen mit den Titeln Wiedersehen im Café am Rande der Welt, Auszeit im Café am Rande der Welt und Überraschung im Café am Rande der Welt.